# Sidi Abderrazak
Sidi Abderrazak  (in arabo سيدي عبد الرزاق‎?) è un centro abitato e comune rurale del Marocco situato nella provincia di Khémisset, regione di Rabat-Salé-Kénitra. Conta una popolazione di 13 464 abitanti (censimento 2014).